# Darosława
Darosława – żeńska odmiana słowiańskiego imienia Darosław.
W 1994 roku imię to nosiło 13 kobiet w Polsce.